# Prvi olimpijski maraton
Prvi olimpijski maraton održan je na Olimpijskim igrama u Ateni 1896. godine.

## Izbor staze prvog maratona
Rekonstruirani Panathenaikon stadion u Ateni bio je središnji objekt prvih modernih Olimpijskih igara. Izvorni stadion na tom mjestu izgrađen je oko 330. g. prije Krista. Ponovno je izgrađen 500 g. kasnije, nakon urušavanja. Ostaci stadiona otkriveni su 1870. Novi stadion napravljen je sa 100-metarskim ravninama i 60-metarskim zavojima, što je činilo stazu unutarnjeg opsega od 333,33 m. Kapacitet gledališta procjenjuje se od 50.000 mjesta do 71.800 koliko je prodano karata na dan maratona. 
1896. cesta je povezivala Atenu sa selom Maraton. Olimpijski organizacijski odbor odabrao je startnu točku u Maratonu. Procjene ukupne daljine staze kreću se oko 40 km i pretpostavlja se da su ju mjerili lokalni geodeti ili građevinski inženjeri. U to vrijeme nije postojala niti jedna vrsta od današnjih metoda za mjerenje dužine staze.
Ne zna se zašto je bio izabran duži put uz obalu mora umjesto kraće brdovitije staze. Mogući razlog to što je udaljenost od 40 km bila poznata i u zemljama gdje je vrijedio britanski mjerni sistem (40 km = 24,85 milja).

### Staza
S početkom na visini od oko 25 m nadmorske visine, staza je uglavnom ravna prvih 15 km, protežući se na jug uz obalu. Kod Nea Makri staza se približava moru i zatim nastavlja južno, par kilometara prema unutrašnjosti pored sela Mati i Rafina. Okrećući prema zapadu staza se postepeno uspinje u Atenska brda, u početku s laganim usponima i padovima. Od oko 18. kilometra do 30., staza postaje strmija i izazovnija. U ovom dijelu uspinje se 200 m s vrhom na 240 m iznad mora blizu mjesta Stavros. Nakon toga pada sljedećih 10 km u Atenu, na oko 75 m nadmorske visine. Ovo je jedna od četiri staza Olimpijskog maratona s ukupno većim usponom od nizbrdica (uz Mexico City 1968, Los Angeles 1984, Barcelona 1992).

## Izbor grčke maratonske momčadi
Prva selekcijska utrka održana je kao dio Panhelenskih sportskih igara. Svih 12 natjecatelja bili su članovi grčkih sportskih klubova. Poznata su vremena samo prvih 6 plasiranih, ne zna se ni da li su ostali završili utrku. Najbrži je bio Kharilaos Vasilakos s 3:18:00, a prvih 6 osvojili su mjesto u grčkom olimpijskom timu.
Dva tjedna kasnije održana je utrka nazvana olimpijski izbor. Ovaj put natjecalo se 38 atletičara. Da bi bili izabrani u olimpijski tim, trebali su imati bolji rezultat od pobjednika Panhelenskih igara. Ponovo su poznata imena samo prvih 6 (najbolji Ioannis Lavrentis s 3:11:27). Spiridon Louis prijavio se za tu utrku samo par sati prije starta, Louis i Masouris završili su izvan zadanog vremena, ali su ipak izabrani u olimpijsku momčad, jer su bili blizu po vremenu četvrtoplasiranom, a i uvjeti kvalifikacija bili su teški - kišno, maglovito, hladno i veoma blatnjava staza. Na kraju je izabran još jedan član, Sokratis Lagoudakis, ali nije poznato da li su mu mogućnosti bile testirane na kvalifikacijskim utrkama.

## Prvi olimpijski maraton
Do danas je prikupljeno 20-ak izvještaja sa same utrke, gledatelja sa stadiona i sa staze. Zanimljivo je da se ti prikazi značajno razlikuju jedni od drugih. Najkompletniji je službeni izvještaj s utrke, teško je reći koliko je i taj izvještaj točan, ali relativno je detaljan u odnosu na vrlo površne preglede maratona s kasnijih OI, i koristi se kao početna točka za ostale komentare. 
Natjecatelji su prevezeni u selo Maraton dan prije utrke 9. travnja 1896. Tamo su prespavali pod pažnjom posebnog tima ljudi iz organizacije Igara. Ne postoji popis sudionika, ali izgleda da je od 18 prijavljenih startalo njih 17. Na startu je bilo 13 Grka, po jedan iz Australije, Francuske, Mađarske i SAD. Australac Flack je pobijedio u finalu na 800 m, isti dan kad je otputovao u Maraton. U utrci na 1.500 m održanoj dva dana ranije, još tri maratonca zauzeli su prva tri mjesta - Flack, Blake i Lermusiaux. Među strancima samo Mađar Kellner je do tada istrčao udaljenost maratona. Kvalifikacijsku utrku na 40 km u Budimpešti završio je za 3 sata.
Trkači su zauzeli mjesta u četiri reda te je uslijedio kratki govor na grčkom jeziku, a zatim je trkač Lagoudakis, student medicine, koji je govorio francuski, završio s komentarom na francuskom.
Nakon završenih formalnosti u 14 sati, nakon znaka pucnjem utrka je počela. Očevici povijesne obnove običaja starog 24 stoljeća bilo je samo nekoliko stotina lokalnih stanovnika. Kako Grčka do tada nije pobijedila ni u jednoj disciplini osim mačevanja, prisutni su bodrili potencijalne heroje s mješavinom uzbuđenja i iščekivanja. Svakom natjecatelju bila je dozvoljeno imati jednog pomagača sa strane za vrijeme utrke. 
Strani trkači su u početku preuzeli vodstvo, Lermusiaux je diktirao tempo kroz prvu polovinu staze. Selo Pikermi na 20. kilometru navodno su dostigli za 52 minute, ali to je očito nemoguće, jer je po tome tempo trebao biti 2 minute 36 sekundi po kilometru. Vodio je Lermusiaux pred Flackom, a zatim Kellner. Prvi grčki trkači bili su Ioannis Lavrentis i Ilias Kafetzis, ali oni su ovdje ispali iz igre. Ovdje je navodno Spiridon Louis popio punu čašu vina iz gostionice u selu, pitao gledatelje tko je ispred njega i samopouzdano predvidio da će on pobijediti.
Na 25. kilometru u selu Harvati bili su za 94 minute, na čelu Lermusiaux, zatim Flack, Blake i Vasilakos. Ovo vrijeme čini se vjerodostojnijim od onog u Pikermi, jer vrijeme prvog daje tempo od 3:46/km. Sveukupno vrijeme pobjednika (po km) je bilo 4:28/km, sigurno sporije u zadnjem dijelu zbog uspona i dehidracije.
Stanovnici sela Harvati napravili su luk preko ulice u znak pozdrava trkačima, a vodećeg su okitili krunom od lišća kao simbol potencijalne pobjede. Ovo je očito bilo prerano, jer je Lermusiaux skupo platio prerani brzi start i ostali su ga počeli sustizati. Nakon izlaska iz sela morao je stati na jednoj strmini, gdje je morao na masažu. Ovo je omogućilo Flacku da preuzme vodstvo, a Lermusiaux se nije oporavio toliko da bi mogao nastaviti utrku. Završio je u ambulantnim kolima. 
Louis je konačno uhvatio Vasilakosa, neko vrijeme su trčali zajedno, a kad je Vasilakos počeo usporavati, Louis je nastavio sam. Na 34. km je uhvatio i Flacka, a zatim su do 36. km ostali blizu, Louis oko 20 koraka ispred. Za to vrijeme Kellner je izbio na treće mjesto, a Belokas neobično svjež, došao je na peto mjesto.
Malo izvan selo Ambelokipi na 37. km, Louis je uzeo par kriški naranče od svoje djevojke koja ga je čekala kraj ceste da ga ohrabri. Ubrzo nakon toga, Flack je također morao odustati. Kad je Louis ulazio u Atenu, pištolj je najavio njegov dolazak.
U međuvremenu na stadionu, nitko nije znao da li je utrka počela na vrijeme, nije se znalo vrijeme vodećeg, pa njegov dolazak nije mogao biti procijenjen. U tijeku je bilo natjecanje u skakanju motkom, što je održavalo pažnju punog stadiona. Njemački biciklist August Goedrich, koji će dva dana kasnije biti drugi u biciklističkom maratonu, stigao je s viješću da Flack vodi. Konačno je na konju stigao sam starter i požurio ravno prema kraljevskoj loži i kralju Georgiosu s viješću da zapravo vodi Louis. Spiridon Louis s brojem 17. stigao je prvi.
Ne postoje ilustracije unutrašnjosti stadiona koje bi prikazivale ciljnu liniju ili traku, ali izvještaj kaže da je na kraju stadiona bila preko staze razvučena traka. Princ prijestolonasljednik Konstantinus i princ Georgios trčali su kraj Louisa kroz stadion. Louis se zaustavio kod mjesta gdje je sjedio kralj uz naklon, dok je orkestar svirao grčku himnu.
Louis je završio utrku za 2:58:50, a 7 minuta i 13 sekundi kasnije u stadion je ušao Kharilaos Vasilakos (3:06:03). Ova razlika u vremenu pobjednika i drugoplasiranog ostaje kao najveća u povijesti Olimpijskih maratona. Odmah nakon njegovog finiša u stadion su ušli Spiridon Belokas i Gyula Kellner koji su u cilj ušli sa samo 5 sekundi razlike. Konačno su stigli i ostalih 6 koji su završili utrku, a posljednji Lagoudakis 1 sat nakon pobjednika, znači samo malo ispod 4 sata. Nakon potvrde da nema više trkača na stazi, nastavilo se natjecanje u skoku motkom koje je privremeno bilo prekinuto.
Kellner je ubrzo nakon završetka utrke uložio protest uz optužbu da se Belokas dio utrke vozio u kolima. Prijestolonasljednik je naložio princu Georgiosu neka istraži i otkrije detalje. Rezultati nisu objavljeni u službenom izvještaju događaja, ali je Belokas zaista diskvalificiran, a Kellner proglašen trećim.

## Podaci o trojici prvoplasiranih
Kao što je za očekivati, Spiridon Louis je bio veliki heroj, odmah je postao slavan. Prije utrke o njemu nitko nije znao gotovo ništa, a sljedeći dan novine su bile pune detalja o njemu. U vrijeme svoje pobjede imao je 23 godine. Bio je peto i najmlađe dijete u obitelji koja je živjela u obližnjem Amaroussionu. Iz istog mjesta bila su još tri olimpijska maratonca, Lavrentis, Papasimeon i Masouris. Amaroussion je i mjesto gdje se nalazi mramorni Olimpijski stadion koji je predviđen kao centar OI 2004. godine.
Louis je bio visok i vitak, idealno građen za dugoprugaša. On međutim nije bio po zanimanju sportaš. Završio je samo osnovno obrazovanje i postao radnik. Kao mladić radio je s ocem prevozeći vodu s izvora kraj Amaroussiona u Atenu. Tijekom ovih putovanja, udaljenost od 14 km Louis je prevaljivao trčeći kraj kola s teretom koje je vukao konj. Ovaj posao mu je omogućio da razvije potrebnu izdržljivost. Uz to je služio vojsku u pješaštvu a starter utrke bio je njegov nadređeni časnik. Nakon olimpijske pobjede u domovini su mu nudili razne poklone. Čak mu je kralj Georgios ponudio da sam izabere poklon. Zatražio je bolja kola i drugog konja kako bi mogao nastaviti prevoziti vodu u Atenu.
Nikad se više nije natjecao. Oženio se djevojkom koja ga je hrabrila na 37. km i oko godinu dana kasnije rodio im se prvi sin. Imali su još dva sina koji su bili veoma uspješni u životu. Nažalost, Louis nije, na kraju zapada u financijske neprilike, bio je zatvaran zbog krivotvorenja, ali je proglašen nevin i pušten. Nakon toga mu je umrla žena uz koju je bio veoma vezan. Bio je jedan od počasnih gostiju na OI u Berlinu 1936. Umro je 1940. od srčanog udara u 67. godini, a grob mu se nalazi na lokalnom groblju u Amaroussionu.
Kharilaos Vasilakos je jedan od najvažnijih, ali najmanje poznati maratonac u povijesti maratona. Vasilakos je pobijedio na prvoj od kvalifikacijskih utrka za OI, čime je postao prvi poznati pobjednik na utrci nazvanoj Maraton. Nevjerojatno je da je svoje najbolje vrijeme poboljšao za 11 minuta i 57 sekundi na OI uz samo 31 dan oporavka između utrka. Rođen je u Pasalamoni 1871., šampion u brzom hodanju i trkač, bio je ozbiljan atletičar za razliku od Louisa. Na kraju je postao pročelnik carinarnice, gdje ga je pratila reputacija poštenog čovjeka. Umro je 1963. u 92. godini života.
Jedini stranac koji je službeno završio maraton bio je trećeplasirani Gyula Kellner. Rođen u Budimpešti, Kellner je ispao iz prvog mađarskog maratona održanog 1896. Ipak nije se predao da bi drugi put pobijedio 1897. s vremenom 3:52:00 za 41 kilometar.

## Netočni navodi
Spiridon Louis nije primio medalju nakon ulaska u cilj. Ceremonija dodjele odličja održana je pet dana kasnije za sve atletičare na završni dan OI. Nadalje, podjela nagrada nije izvršena u kraljevskoj palači, nego u blizini kraljevske lože na stadionu. Tamo je kralj dodijelio nagrade svakom posebno. Prvo su bili predstavljeni svi pobjednici, a zatim drugoplasirani. Na stadionu nije postojao razglas, ali je čovjek snažnog glasa poslužio kao najavljivač te su gledatelji mogli vidjeti i čuti tko je sve nagrađen. Nakon podjele odličja i kratke parade, igre su proglašene zatvorenima.
Zatim, za razliku od današnjeg običaja, prva tri plasirana nisu dobili medalje, samo prva dva dobili su srebrnu i brončanu medalju i diplomu. Svaki pobjednik je uz to primio i granu divlje masline, a drugoplasirani granu lovora. Louis je primio i srebrni pehar i antiknu keramičku vazu. Taj pehar je ostao sačuvan spremljen u ormaru u kući Louisove snahe do danas.
Često se navodi legenda koja kaže da se žena zvana Melpomena natjecala na maratonu na OI 1896. Ova priča suprotna je zapisu da su se natjecali samo muškarci. Olimpijski povjesničari i novinari nedavno su zaključili je ipak barem jedna, a možda i dvije žene Grkinje (možda se radi o istoj osobi) istrčala dužinu maratona negdje oko OI te godine. 
Atenske novine objavile su 14. ožujka 1896. da se priča o ženi koja se prijavila za sudjelovanje na maratonu. Na kvalifikacijskoj utrci koju je istrčala sama u veljači trebalo joj je 4,5 sati za udaljenost od 42 km koliko dijeli Maraton i Atenu. Kasnije te godine jedan mađarski član Olimpijskog odbora je pisao u Njemačku o tome da je zaista tako i zatražio za nju prijem na natjecanje. Zahtjev je bio odbijen uz obrazloženje da su igre bile organizirane samo za muškarce.
Prema priči koju su objavile troje atenske novine, Revithi je imala 30 godina, živjela je siromašno u Pirejima kao majka 17-mjesečnog djeteta. Nekoliko dana prije Olimpijskog maratona, dok je idući kroz Atenu tražila posao, susrela je trkača koji joj je dao nešto novaca i rekao joj, da je najlakši način za bogaćenje trčati maraton i pobijediti. Uspjela je doći do Maratona dan prije utrke, gdje je susrela okupljene trkače. Organizacijski odbor OI odbio joj je prijavu, jer je bila žena. Dan nakon maratona u 8 sati ujutro, ona je krenula na tu utrku sama, s potpisima prisutnih o vremenu starta. Stigla je u Atenu 5,5 sati kasnije, na mjesto gdje se danas nalazi Evangelička bolnica u 13.30. Ponovo je pronašla svjedoke koji su potpisima svjedočili vrijeme njenog dolaska na cilj. Revithi je namjeravala podatke predočiti Grčkom Olimpijskom odboru nadajući se da će prepoznati njezin talent i postignuti rezultat. Međutim, ni njeni dokumenti ni dokumenti Grčkog Olimpijskog odbora nisu otkriveni da bi potvrdili ovu priču. Odnedavno se govori o tome da postoji mogućnost da bi Melpomena i Revithi mogle biti ista žena. 

## Zanimljivosti
Italiju je na OI 1896. predstavljao samo jedan atletičar, ali se postignuće Carla Airoldija, bar što se tiče maratona, može smatrati zaista herojskim. Airoldi je bio vrhunski trkač na ultra-duge staze koji je namjeravao sudjelovati u Olimpijskom maratonu. 12. ožujka krenuo je iz Milana pješke i 20 dana kasnije stigao u Dubrovnik. Nakon toga je brodom došao do Patrassa u Grčkoj i nastavio pješice u Atenu, gdje je stigao 12. travnja. Prohodao je 1.388 km! Tamo mu je odbijen nastup unatoč apelima grčkim vlastima, jer je bio profesionalac. Trčao je za novac na par lokalnih utrka u Italiji i utrkivao se s konjima i biciklistima na "Buffalo Bill showu." 1908. u Londonu, SAD su optužile Kanađanina Toma Longboata za profesionalizam, ali je optužba proglašena neosnovanom i on je trčao londonski olimpijski maraton. Paavo Nurmi 1932. u Los Angelesu nije smio nastupiti.

## Podatci Prvog olimpijskog maratona u Ateni 1896.godine
- Vrijeme održavanja: 10. travnja (29. ožujka po Julijanskom kalendaru) 1896.godine (14.00 h)

- Vrsta staze: Maraton - Atena

- Dužina: 40 km

- Vrijeme: Prohladno i sunčano

- Broj sudionika: započelo 17 (13 Grka, 4 stranca), završila desetorica (uključujući jednog diskvalificiranog)

- Pobjedničko vrijeme: 2 sata 58 minuta 50 sekundi

- Država sudionica: 5

- Ekipni poredak (neslužbeni): 1. Grčka 7 bodova (1:2:4)